# Saison 1 de Private Eyes
Chronologie
Saison 2
Cet article présente les épisodes de la première saison de la série télévisée canadienne Private Eyes.

## Distribution

### Acteurs principaux
- Jason Priestley : Matt Shade, ancien joueur de hockey devenu investigateur privé
- Cindy Sampson : Angie Everett, partenaire en affaire de Shade
- Barry Flatman (de) : Don Shade, le père de Matt
- Jordyn Negri : Juliet « Jules » Shade, la fille de Matt et Becca

### Acteurs récurrents et invités
- Ennis Esmer : détective Kurtis Mazhari (7 épisodes)
- Clé Bennett : détective Derek Nolan (6 épisodes)
- Nicole de Boer : Becca Dorasay (épisodes 8 à 10)

## Épisodes

### Épisode 1:Partenaires particuliers
- Canada : 26 mai 2016
- France : 18 mai 2017 sur TF1

- Canada : 1,441 million de téléspectateurs[1]

- Chris Anton (Paramedic #1)
- Robin Archer (Security Guard #1)
- Albert Chung (Security Guard #2)
- Alexander Conti (Sam Lycette)
- Ennis Esmer (Kurtis Mazhari)
- Allana Harkin (Linda Sinclair)
- Brett Houghton (Cory Sinclair)
- Kevin Jubinville (Bob Mercer)
- Sam Kantor (Brendan Hagerty)
- Cory Lee (Ella)
- Natalie Lisinska (Jamie Linfoot)
- Justin Mader (Ed)
- Kathy Maloney (Doctor)
- Duane Murray (Joel Hagerty)
- Geoffrey Pounsett (Patrick Stockwell)
- Deborah Tennant (Principal Ann Frame)
- Juan Carlos Velis (Miguel Quitana)
- Andrew Zachar (Bartender)

### Épisode 2:Meurtre au menu
- Canada : 2 juin 2016
- France : 18 mai 2017 sur TF1

- Canada : 1,36 million de téléspectateurs[2]

- Gavin Fox (Doug Boonstra)
- Maria Herrera (Sergeant Rosemary)

### Épisode 3:À la poursuite du diamant noir
- Canada : 9 juin 2016
- France : 18 mai 2017 sur TF1

- Canada : 1,061 million de téléspectateurs[3]

- Ashley Bryant (Carly King)
- Mary Ashton (Bridget Cutler)
- Tara Mason (Beautiful Woman)
- Indy Saluja (Racetrack Patron)
- Russell Yuen (Dr Gary Turner)

### Épisode 4:L'auteur était presque parfait
- Canada : 16 juin 2016
- France : 25 mai 2017 sur TF1

- Canada : 1,23 million de téléspectateurs[4]

- Thom Allison (Gil Schmit)
- Sylvia Zuk (Runner)

### Épisode 5:Fugue en rap mineur
- Canada : 23 juin 2016
- France : 25 mai 2017 sur TF1

- Canada : 932 000 téléspectateurs[5]

- Dalton Derek (Bouncer #1)
- Anthony Grant (Johnny)
- Julien Hyacinthe (The Barber)
- Keeya King (Drea Grant)
- Zahra Bentham (Harmonia)

### Épisode 6:Voleur d'identité
- Canada : 30 juin 2016
- France : 1er juin 2017 sur TF1

- Canada : 953 000 téléspectateurs[6]

- Kevin McGarry (Ken Barnes)
- Paul Popowich (Jeremy)
- Nicole Stamp (Melanie)
- John Tokatlidis (Enrique Villanova)

### Épisode 7:Fausses notes
- Canada : 7 juillet 2016
- France : 1er juin 2017 sur TF1

- Canada : 921 000 téléspectateurs[7]

- Matthew Bennett (Tyler Pryce)
- Reed Clare (Hitman)
- Steffi DiDomenicantonio (Karaoke Singer)
- Christopher Seivright (Edgar Brava)
- Mark Wiebe (Simon Tyrell)

### Épisode 8:I Do, I Do
- Canada : 14 juillet 2016

- Canada : 860 000 téléspectateurs[8]

- Nicole de Boer (Becca)
- Sarah Allen (en) (Karen Boyd)
- Adam Copeland (Ben Fisk)
- Jonathan Watton (Adam Renfro)
- Steven McCarthy (Paul Delfino)
- Shanice Banton (Laura Gaynor)
- Sonia Dhillon Tully (Beth Rowatt)

### Épisode 9:Disappearing Act
- Canada : 21 juillet 2016

- Canada : 931 000 téléspectateurs[9]

- Nicole de Boer (Becca)
- Hrant Alianak (Omar Torkia)
- Greg Calderone (Galen Baxter)
- Allie MacDonald (The Demonic Donatella)
- Angela Asher (Maggie Melroy)
- Josh Cruddas (The Amazing Dwight)
- Laara Sadiq (Krishna the Magnificent)
- Arlene Duncan (Peggy)
- Craig Burnatowski (Conrad)
- Jennifer Mote (Heather)

### Épisode 10:Family Jewels
- Canada : 28 juillet 2016

- Canada : 880 000 téléspectateurs[10]

- Nicole de Boer (Becca Dorasay)
- Mimi Kuzyk (Nora Everett)
- Salvatore Antonio (en) (Ezra)
- Jenny Raven (Kristy Greene-Garvey)
- Brett Ryan (Robert Garvey)
- Jefferson Brown (Bryan Pratt)
- Brittany Bristow (Sherry Gibbs)
- Viviana Zarillo (Maddie)
- Nykeem Provo (Gary Barrett)
- Torquil Colbo (George the Hotel Super)
- Jefferson Guzman (Mycroft)
- Jennifer Foster (Concierge Jennifer)